# Ponthieva hassleri
Ponthieva hassleri är en orkidéart som beskrevs av Rudolf Schlechter. Ponthieva hassleri ingår i släktet Ponthieva och familjen orkidéer.
Artens utbredningsområde är Paraguay. Inga underarter finns listade i Catalogue of Life.